# Joris Trooster
Joris Jasper (Joris) Trooster (Utrecht, 18 december 1969), is een Nederlandse roeier. Hij vertegenwoordigde Nederland bij verschillende grote internationale wedstrijden. Zo nam hij eenmaal deel aan de Olympische Spelen, maar won hierbij geen medaille.
In 2000 maakte Trooster op 30-jarige leeftijd zijn olympische debuut bij de Olympische Spelen van Sydney op het onderdeel lichte vier zonder stuurman. De olympische roeiwedstrijden vonden plaats op het Regatta Centre van Penrith Lake, een speciaal voor de Olympische Spelen aangelegde roei- en kanobaan. Via de series (tweede in 6.14,37), de halve finale (vijfde in 6.03,25) moest het Nederlandse team genoegen nemen met een plaats in de kleine finale. Hier werd het team tweede in 6.05,96 en eindigde zodoende op een achtste plaats overall.
Trooster was aangesloten bij de studentenroeivereniging D.R.V. Euros in Enschede. Hij werd technisch directeur van een bedrijf in informatietechnologie.

## Palmares

### roeien (lichte skiff)
- 1995: 12e WK - 7.53,19

### roeien (lichte vier zonder stuurman)
- 1998: 9e Wereldbeker II - 6.14,24
- 1998: 10e Wereldbeker III - 6.27,95
- 1998: 10e WK - 6.04,12
- 1999:  Wereldbeker I - 6.13,58
- 1999:  Wereldbeker III - 6.02,40
- 1999: 7e WK - 5.56,37
- 2000: 5e Wereldbeker I - 6.21,59
- 2000: 10e Wereldbeker II - 6.46,53
- 2000: 8e Wereldbeker III - 6.09,84
- 2000: 8e OS - 6.05,96

### roeien (lichte dubbelvier)
- 1994: 10e WK - 6.01,74

Joris Trooster · 
Jeroen Spaans · 
Simon Kolkman · 
Robert van der Vooren